# Bedano
Bedano es una comuna suiza del cantón del Tesino, situada en el distrito de Lugano, círculo de Taverne. Limita al norte con la comuna de Torricella-Taverne, al este con Lamone, al sur con Gravesano, y al oeste con Alto Malcantone.

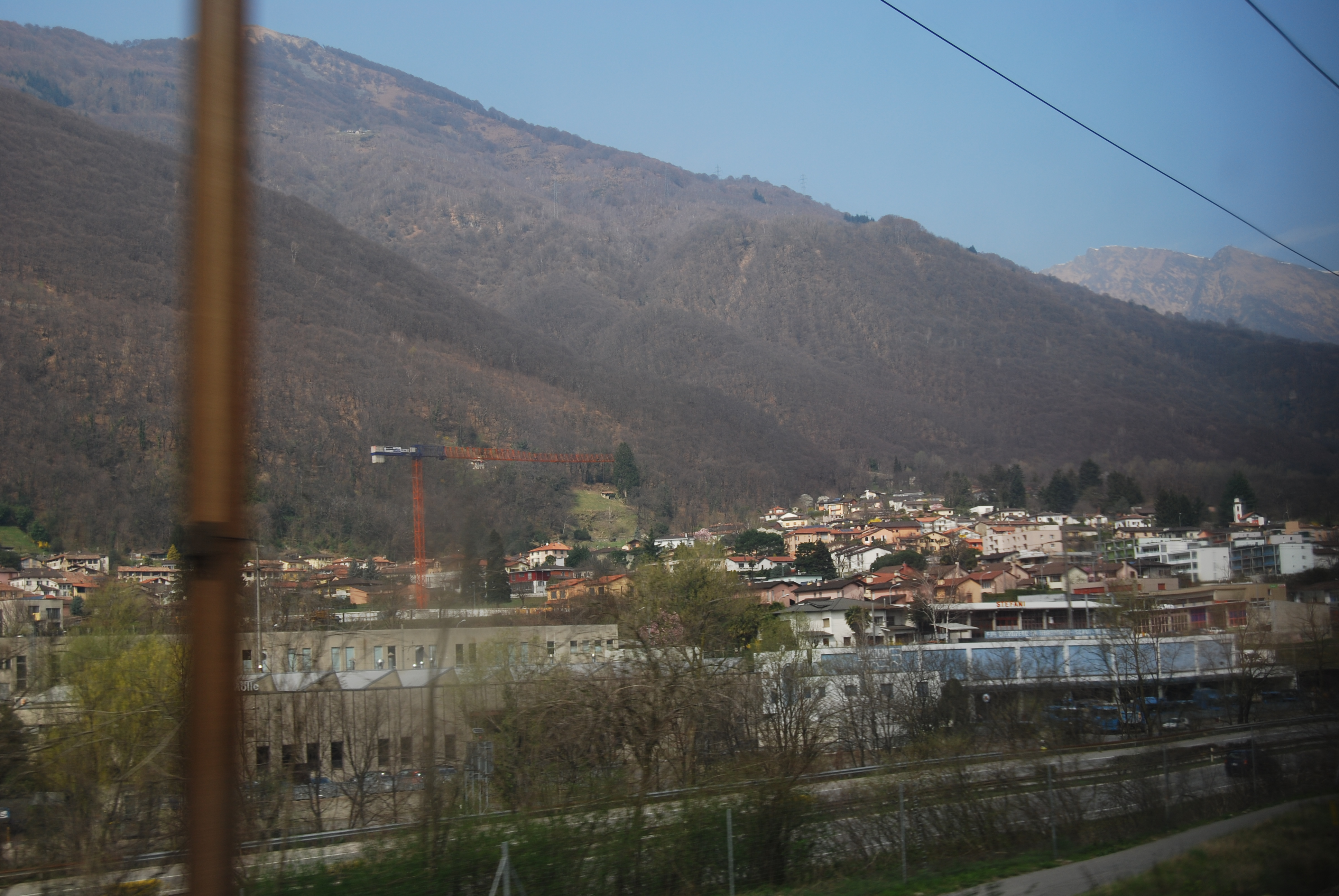
Bedano